# 직산도서관
직산도서관은 천안시에 있는 도서관이다.

## 연혁
- 2023년 : 착공
- 2024년 12월 24일 : 천안 직산도서관 개관

## 시설현황
| 층 | 시설                                                           |
| -- | -------------------------------------------------------------- |
| 4  | 사무실, 도서정리실, 보존실, 다목적실(강당), 통신실             |
| 3  | 디지털자료실, 북라운지, 중앙휴게공간, 세미나실, 강의실, 휴게실 |
| 2  | 종합자료실                                                     |
| 1  | 통합데스크, 어린이도서관, 수유실, 다함께돌봄센터               |
| B1 | 주차장                                                         |

## 이용 안내
이용 시간
- 일반열람실: 평일 08:00 ∼ 20:00 / 주말 08:00 ∼ 18:00
- 종합자료실: 평일 09:00 ∼ 20:00 / 주말 09:00 ∼ 18:00
- 아동열람실: 평일 09:00 ∼ 20:00 / 주말 09:00 ∼ 18:00
- 디지털자료실: 평일 09:00 ∼ 20:00 / 주말 09:00 ∼ 18:00

휴관일
- 매주 월요일 1,3째주, 관공서의 공휴일
- 도서관 운영상 관장이 지정한 날
- 대체 공휴일